# Тракийска слава
Тракийска слава е червен винен сорт грозде, селектиран във ВСИ „Васил Коларов“ – гр. Пловдив, чрез кръстосване на сортовете Памид и Мавруд. Препоръчва се за Южния лозарски район и е разрешен за Източния и Югозападния лозарски райони.
Средно зреещ сорт: узрява в началото на септември. Устойчив на сиво гниене и на ниски зимни температури. Лозите са силно растящи с добра родовитост, средния добив е 1500 до 2000 кг/дка.
Гроздът е средно голям (160 – 200 гр.), цилиндрично-коничен с едно или две крила. Зърната са дребни (1.6 г.), овални, покрити със синьочерна, напрашена, крехка кожица. По вкус прилича на сорта Памид.
Съдържа 23 % захари и 6.85 г./л. киселини. Сортовите вина се отличават с високо алкохолно съдържание, киселинност, екстрактивни и добре оцветени, плътни, меки с приятен аромат.